# Applet
Applet (anglická výslovnost [ˈæplit]) je softwarová komponenta, která běží v kontextu jiného programu (webového prohlížeče nebo v panelu pro přepínání oken v grafickém uživatelském prostředí). Bývá většinou orientován na plnění konkrétní funkce v daném kontextu a nepředpokládá se, že bude používán jako samostatná aplikace.
Od tzv. podprogramu se liší díky několika vlastnostem:
1. Spouští se pouze na klientské platformě (na rozdíl od servletu).
2. Hostitelský program (kontejner) mu omezuje přístup k některým funkcím.
3. Může být napsán v odlišném programovacím jazyce než kontejner.

## Rozhraní
Applety jsou obvykle vybaveny určitou formou uživatelského rozhraní, nebo fungují jako část celkového uživatelského rozhraní kontejnerové aplikace. V případě webových stránek odlišuje od aplikace napsané ve skriptovacím jazyce (jako je JavaScript), která sice běží v kontextu klientského programu, ale není považována za applet.
V grafickém uživatelském prostředí jsou applety obvykle umístěny do pravé části panelu, který slouží i pro přepínání aktivních oken spuštěných programů. Appletem je zde aplikace, která zobrazuje svůj výstup spolu s dalšími applety v podobě malých ikon a umožňuje například zobrazit aktuální čas, změnit rozložení znaků na klávesnici počítače nebo například vyvolat specifický program (například nastavení změny hlasitosti, program Skype). V Microsoft Windows jsou takové aplikace standardně umístěny vpravo na hlavním panelu. Místo pro zobrazování appletů se nazývá oznamovací oblast a v ní umístěné applety se označují jako ikony.

## Vlastnosti
Na rozdíl od programu nemůže applet fungovat samostatně. Musí být spuštěn v kontejneru poskytovaném hostitelským programem, obvykle s pomocí pluginu. Applet bývá bezstavový a z bezpečnostních důvodů může disponovat jen omezenými možnostmi.
Applety mohou komunikovat s hostitelským programem nebo jej do určité míry ovlivňovat, není to však podmínkou.

## Použití
Applet bývá někdy chápán jako synonymum pro Java applet, který je jeho typickým použitím. Jiným příkladem je vestavěný applet pro Windows Media Player, pomocí něhož Windows Internet Explorer (a další prohlížeče) zobrazuje videosekvence. Na bázi appletu vznikly nejrůznější webové hry, pluginy pro zobrazování 3D modelů, demonstrační prográmky atd.